# Isälvsavlagring

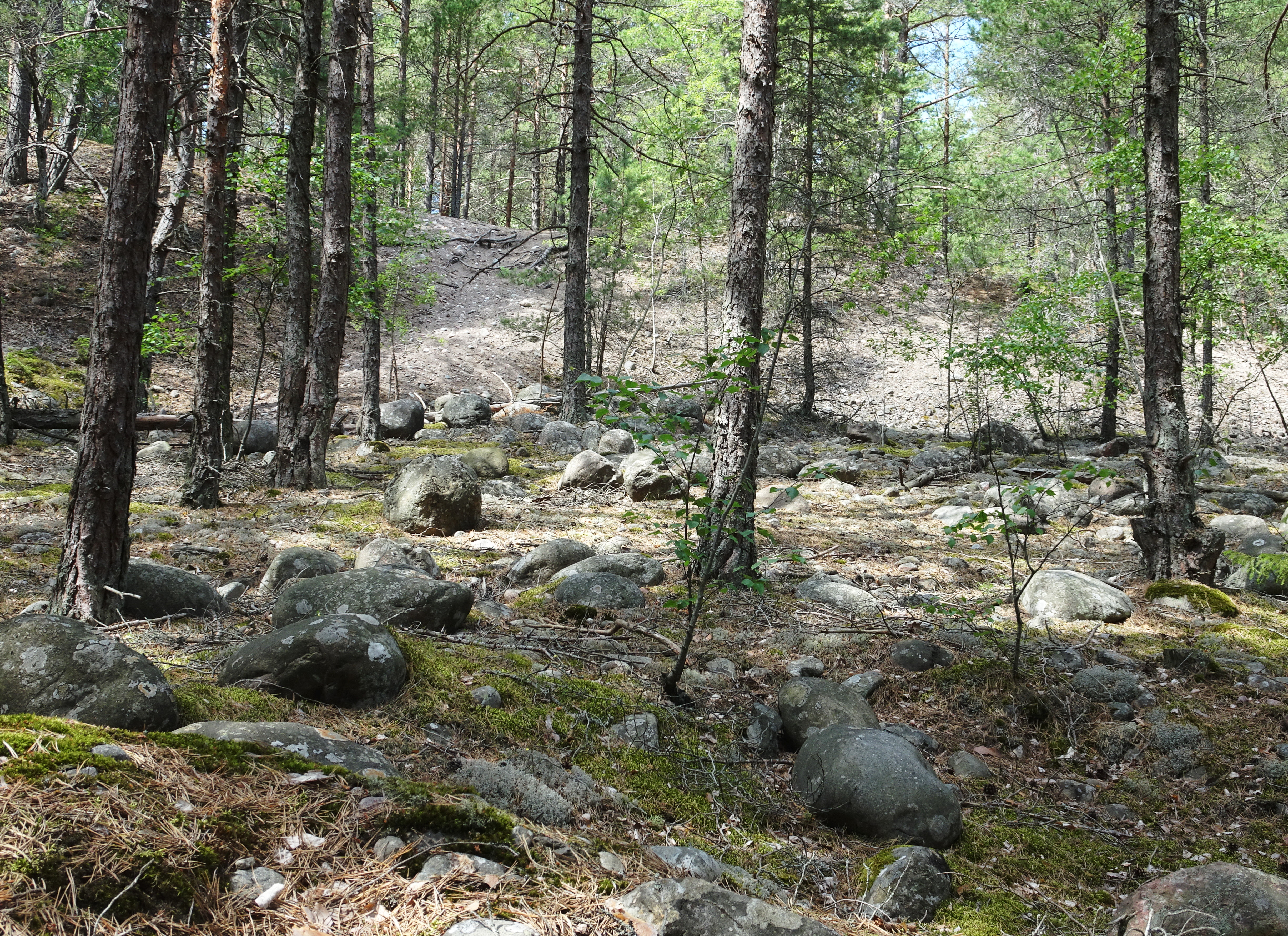
Rullstensås

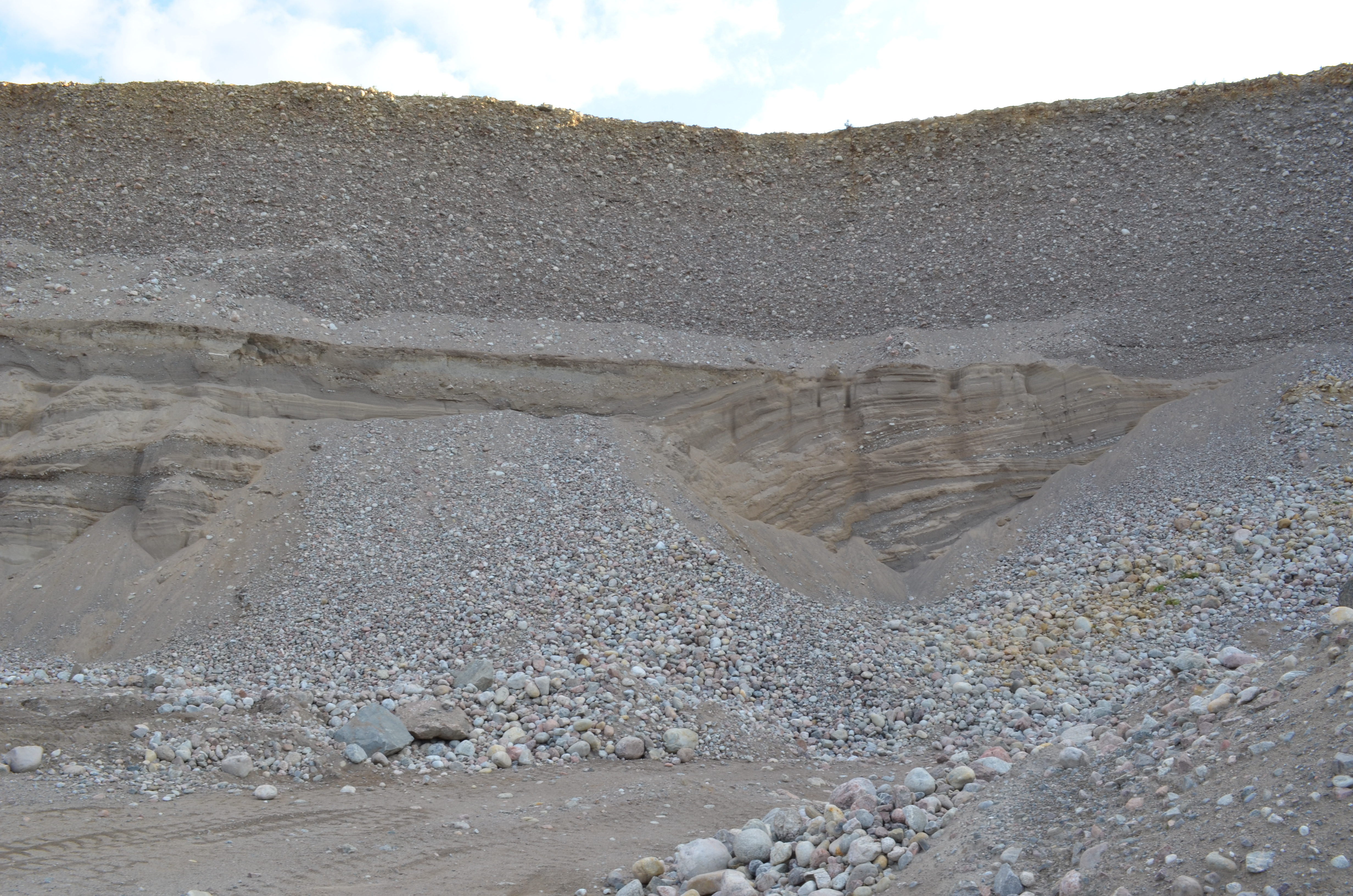
Rullstensås i genomskärning

Isälvavlagring, glacifluvial avlagring , glacifluvium, är en är en geologisk avlagring bildad i smältvattensälvar från glaciärer och inlandsisar. 
Olika avlagringsformer från isälvsavlagringar är:
- Rullstensåsar
- Kamekullar
- Randdeltan
- Sandurfält[1]

Isälvsavlagringar består av material som transporterats, sorterats och avsatts av smältvatten från en glaciär eller inlandsis. När inlandsisen smälte bildades isälvar som forsade i, på och under isen. Dessa älvar tog med sig löst material som exempelvis stenar, grus och sand. När vattnet närmade sig kanten av isen minskade dess hastighet och transporteringsförmåga, som ett resultat av detta sjönk materialet till botten och avlagrades som isälvsavlagringar. Isälvsavlagringar består vanligtvis av grus och sand som ofta används inom konstruktion. De är också viktiga grundvattenmagasin.
Isälvsavlagringar kan också kallas för isälvssediment. Den vanligaste och mest välkända isälvsavlagringen är rullstensåsen. Gemensamt för alla isälvavlagringar är att de är väl sorterade i avseende till kornstorlek jämfört med exempelvis morän.  I Sverige använder ca 80% av  vattenverken isälvsavlagringar för att säkra tillgång till vatten.  